# Nove di Bucarest

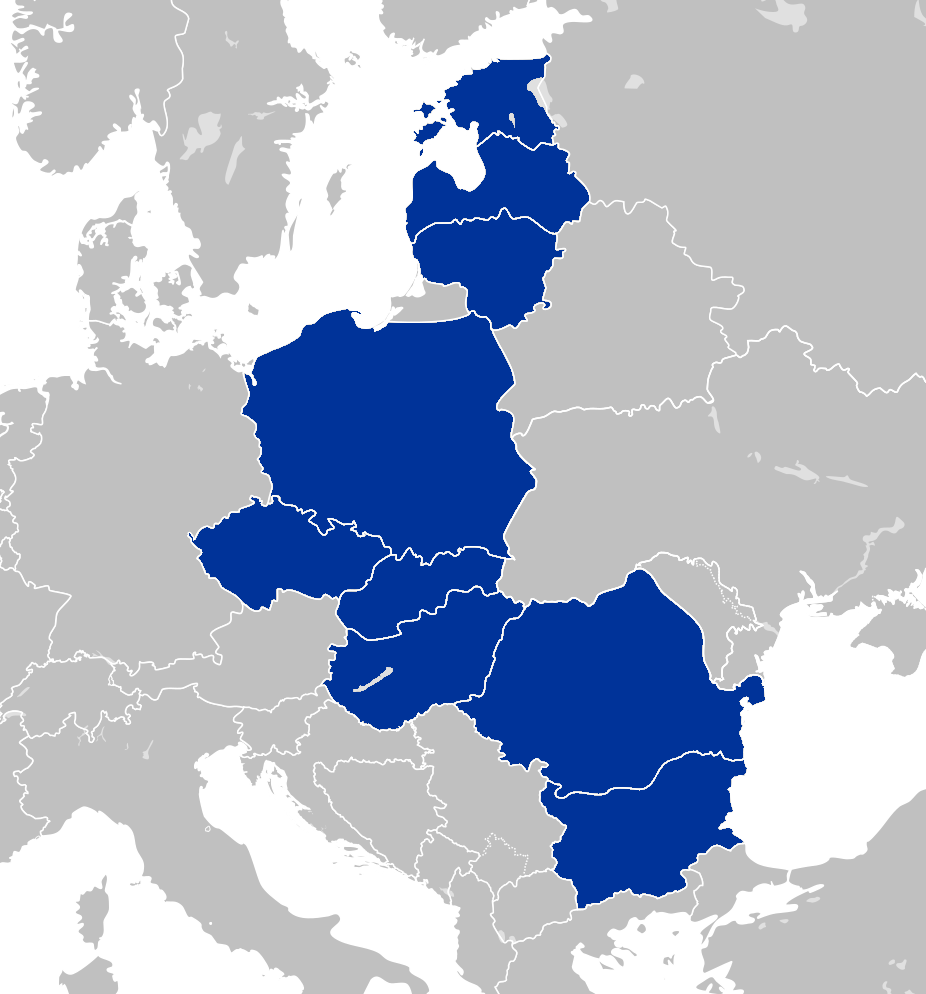
Mappa degli Stati membri

I Nove di Bucarest (abbreviato B9 o B-9, in polacco: Bukaresztańska Dziewiątka, in rumeno: Formatul București) è un'associazione di nove paesi dell'Europa centrale e orientale - Bulgaria, Repubblica Ceca, Estonia, Ungheria, Lettonia, Lituania, Polonia, Romania e Slovacchia - che mira ad approfondire la cooperazione militare tra i paesi del fianco orientale della NATO, nonché a discutere questioni chiave di politica di sicurezza.

## Storia
I Nove di Bucarest è nato dall'iniziativa dei presidenti di Polonia e Romania, Andrzej Duda e Klaus Iohannis. Si ritiene che l'inizio dei Nove di Bucarest sia stata la riunione dei leader dei nove paesi a Varsavia il 22 luglio 2014, convocata per discutere, tra le altre cose, del conflitto in Ucraina e del successivo vertice NATO di Newport. Tuttavia, il gruppo non è stato ufficialmente istituito fino all'anno successivo, il 4 novembre 2015, durante il mini-summit del fianco orientale della NATO a Bucarest (da cui il nome del gruppo). Alla fine del vertice, organizzato su iniziativa dei presidenti Andrzej Duda e Klaus Iohannis, i leader presenti hanno firmato una dichiarazione che regola i principi della cooperazione militare.
In occasione della crisi russo-ucraina del 2022 il presidente Volodymyr Zelens'kyj ha fatto appello al gruppo per un supporto alla difesa e per ottenere sanzioni e pressioni sulla Russia.

## Obiettivi
I principali obiettivi dei Nove di Bucarest sono:
- rafforzare il fianco orientale della NATO, in particolare contro le azioni russe,
- garantire la stabilità e la sicurezza dei paesi dell'Europa centrale e orientale,
- sviluppare la cooperazione militare tra gli stati,
- rafforzare il potere di voto degli stati all'interno dell'Alleanza Nord Atlantica.

## Incontri e vertici
Nel quadro del Nove di Bucarest si organizzano riunioni e vertici con la partecipazione di rappresentanti provenienti dagli stati membri (presidenti, ministri degli esteri, ministri della difesa, membri dei parlamenti, consiglieri di sicurezza nazionale o presidenti delle commissioni di difesa dei parlamenti dei gruppi). Prendono la forma di una diplomazia multilaterale, tengono sessioni plenarie e terminano con una dichiarazione congiunta che riassume i risultati del vertice. Il 10 maggio 2021 uno dei vertici è stato presenziato dal presidente americano invitato Joe Biden.